# Daikondi (provins)
 Der er for få eller ingen kildehenvisninger i denne artikel, hvilket er et problem. Du kan hjælpe ved at angive troværdige kilder til de påstande, som fremføres i artiklen.

Dainkondi er en af Afghanistans 34 provinser og ligger i det centrale Afghanistan. Området er beboet af det etniske Hazara-folk, som udgør tredje største gruppe i Afghanistan.
33°45′N 66°15′Ø / 33.75°N 66.25°Ø